# Panthaléon de Confienza
Panthaléon de Confienza, aussi connu sous le nom de Pantaleone Confienza (Confienza, 1420 — mort après 1497), est un médecin et diplomate italien. Il est surtout connu pour sa Summa lacticiniorum (1477), l'un des tout premiers traités complets sur le lait et les fromages.

## Biographie
Panthaléon de Confienza naît dans la deuxième décennie du XVe siècle. Il est professeur aux universités de Verceil, Pavie et Turin, ainsi que conseiller de Louis de Savoie.
Au cours de la seconde moitié du XVe siècle, Confienza voyage en France, en Suisse, en Allemagne, en Angleterre et en Flandre. En 1477, il publie son ouvrage le plus important, Summa lacticiniorum, sive Tractatus varii de butyro, de caseorum variarum gentium differentia et facultate, dans lequel il décrit les différents types de lait, produits laitiers et races bovines de l'époque. C'est l'un des premiers traités connus consacrés au lait et au fromage.
L'ouvrage, le premier du genre en Europe, connut un grand succès : il fut en effet publié en plusieurs éditions, sera cité par divers érudits et médecins, dont Symphorien Champier, Carlo Denina, Vincenzo Malacarne (it) et Girolamo Tiraboschi, et influencera considérablement la technique laitière.
En 1484, il publie le Pillularium omnibus medicis quam necessarium, traité qui décrit les formes et l'usage de ces médicaments. La date de sa mort est inconnue.

## Œuvres
- Summa lacticiniorum (1477)
- De secretis
- Pillularium omnibus medicis quam necessarium (1484)

## Traductions
- En allemand, Summa lacticiniorum = Summe der Milchprodukte, Carl-Ludwig Riedel et Dieter Hansen, Krefeld, 2002
- En italien, Pantaleone da Confienza. Trattato dei latticini (Summa lacticiniorum), introduzione di Emilio Faccioli, traduzione di Walter Lapini – Adriano Toti, Milano 1990

## Sources
- Encyclopédie de Diderot
- Dictionnaire Historique, ou Mémoires critiques et littéraires concernant la vie et les ouvrages de divers personnages distingués, particulièrement dans la République des Lettres, 1759,
- Wikipedia latin et italien :

- (la) Cet article est partiellement ou en totalité issu de l’article de Wikipédia en latin intitulé « Panthaleo de Conflentia » (voir la liste des auteurs).

- (it) Cet article est partiellement ou en totalité issu de l’article de Wikipédia en italien intitulé « Pantaleone da Confienza » (voir la liste des auteurs).